# (966) Muschi
(966) Muschi ist ein Asteroid des Asteroiden-Hauptgürtels, der am 9. November 1921 von Walter Baade von der Hamburger Sternwarte aus entdeckt wurde.
Benannt wurde der Himmelskörper nach dem Kosenamen von Baades Ehefrau.